# Solter alienus
Solter alienus är en insektsart som beskrevs av Hölzel 2001. Solter alienus ingår i släktet Solter och familjen myrlejonsländor. Inga underarter finns listade i Catalogue of Life.